# الشبكة العصبونية المستنبتة
الشبكة العصبونية المستنبتة هي مستنبتات خلوية من العصبونات المستخدمة كنموذج لدراسة الجهاز العصبي المركزي، على وجه الخصوص الدماغ. في غالبية الحالات، ترتبط الشبكات العصبونية المستنبتة مع جهاز إدخال / إخراج مثل المصفوفة متعددة المساري (إم إي إيه)، ما يسمح بدوره باتصال ثنائي الاتجاه بين الباحث والشبكة. أثبت هذا النموذج فعاليته كأداة بحثية قيمة بالنسبة إلى العلماء الذين يدرسون المبادئ الكامنة وراء التعلم العصبوني، والذاكرة، واللدونة، والموصولية ومعالجة المعلومات.
غالبًا ما تتصل العصبونات المستنبتة عبر الحاسوب مع مكون روبوتي حقيقي أو افتراضي، ما من شأنه تكوين هايبروت أو أنيمات، على الترتيب. يسمح هذا للباحثين بإجراء دراسة شاملة على التعلم واللدونة في سياق واقعي، حيث يمكن للشبكات العصبونية التفاعل مع بيئتها وتلقي بعض الردود الحسية الاصطناعية على الأقل. يمكن رؤية إحدى الأمثلة على ذلك في نظام فن المصفوفة متعددة المساري (إم إي إيه آر تي) الذي طورته مجموعة بوتر البحثية في معهد جورجيا التقني بالتعاون مع مختبر سيمبيوتيكا، معهد التميز في الفن الحيوي، في جامعة أستراليا الغربية. يمكن ملاحظة مثال آخر على ذلك في الأنيمات المضبوطة عصبيًا.

## استخدامها كنموذج

### المزايا
استُخدم نموذج الشبكات العصبونية المستنبتة كمورد لا غنى عنه لنظيرتها في الجسم الحي لعقود من الزمن. سمح هذا للباحثين باختبار النشاط العصبوني في بيئة مضبوطة بشكل أكبر للغاية مما هو عليه الأمر في الكائن الحي. نجح الباحثون من خلال استخدام هذه الآلية في جمع معلومات هامة حيال الآليات الكامنة خلف التعلم والذاكرة.
تسمح الشبكة العصبونية المستنبتة للباحثين برصد النشاط العصبوني من خلال عدة نقاط ذات أفضلية. يمكن إحداث التسجيل والتنبيه الفيزيولوجي الكهربائي إما عبر الشبكة بكاملها أو محليًا عبر المصفوفة متعددة المساري، ومن الممكن أيضًا رصد تطور الشبكة مرئيًا باستخدام تقنيات الفحص المجهري. علاوة على ذلك، يمكن تطبيق التحليل الكيميائي للعصبونات وبيئتها بسهولة أكبر من تطبيقه في الجسم الحي.

## العيوب
تُعتبر الشبكات العصبونية المستنبتة وفقًا لتعريفها مستنبتات مفصولة من العصبونات. تخضع هذه العصبونات بالتالي، نتيجة وجودها خارج بيئتها الطبيعية، إلى تأثيرات بطرق غير طبيعية من الناحية الحيوية. تتمثل أبرز هذه الشذوذات في طريقة جمع هذه العصبونات كخلايا جذعية عصبية من الجنين، إذ تتعرض هذه الخلايا بالتالي للاضطراب في مرحلة حرجة من تطور الشبكة. عند تعليق العصبونات في المحلول ومن ثم توزيعها، تتعرض الاتصالات المبنية سابقًا للتدمير مع تشكيل اتصالات جديدة. في النهاية، تخضع موصولية النسيج (وبالتالي وظيفته) للتغير والانحراف عن الوضع الطبيعي للقالب الأصلي.
يكمن عيب آخر للشبكات العصبونية المستنبتة في افتقار هذه العصبونات إلى الجسم، إذ تنفصل بالتالي عن المدخلات الحسية والقدرة على التعبير عن السلوك – إحدى السمات الحاسمة في تجارب التعلم والذاكرة. من المعتقد أن هذا الحرمان الحسي ذو آثار ضارة على تطور هذه المستنبتات ومن شأنه إحداث أنماط شاذة من السلوك في جميع أنحاء الشبكة.
تُعد الشبكات المستزرعة في المصفوفات متعددة المساري التقليدية عبارة عن صفائح مسطحة أحادية الطبقة من الخلايا مع موصولية ذات بعدين فقط. على العكس من ذلك، تُعد غالبية الأنظمة العصبونية في الجسم الحي بنى كبيرة ثلاثية الأبعاد مع موصولية أكبر بكثير. يمثل هذا أحد أهم الاختلافات بين النموذج والواقع، إذ تلعب هذه الحقيقة على الأرجح دورًا كبيرًا في تحريف بعض الاستنتاجات المشتقة من التجارب القائمة على هذه النموذج.

## نمو الشبكة العصبونية

### العصبونات المستخدمة
نظرًا إلى توفرها واسع النطاق، يحدث استنبات الشبكات العصبونية نموذجيًا من عصبونات الجرذان المفصولة. تُعد عصبونات الجرذان القشرية، والحصينية والنخاعية شائعة الاستخدام في الدراسات، بالإضافة إلى استخدام عصبونات فئران المختبر أيضًا في بعض الأحيان. في الوقت الحالي، لا يوجد سوى عدد قليل نسبيًا من الأبحاث التي درست الشبكات العصبونية المتنامية لدى الرئيسيات أو غيرها من الحيوانات. يتطلب استخراج الخلايا الجذعية العصبية التضحية بالجنين في طور التطور، إذ تُعد هذه العملية مكلفة للغاية عند أدائها على العديد من الثدييات القيمة للعديد من الدراسات الأخرى.
مع ذلك، استخدمت إحدى الدراسات الخلايا الجذعية العصبية البشرية المستنبتة في شبكة بهدف التحكم في المشغل الروبوتي. أمكن الحصول على هذه الخلايا من جنين مجهض عفويًا بعد عشرة أسابيع من الحمل.

### المستنبتات طويلة الأمد
تتمثل إحدى أهم المشاكل المرتبطة بالشبكات العصبية المستنبتة في افتقارها إلى طول العمر. بشكل مماثل بمعظم مستنبتات الخلايا، تُعد المستنبتات العصبية معرضة بشدة لخطر العدوى. تتعرض أيضًا هذه المستنبتات لخطر فرط الأسمولية الناجم عن تبخر الوسط المغذي. تنبع الأهمية الكبيرة لإطالة عمر العصبونات في المختبر من الجدول الزمني الطويل المرتبط بدراسة اللدونة العصبية (الذي يستلزم عادة نطاق أشهر).
تنطوي إحدى حلول هذه المشكلة على زراعة الخلايا على مصفوفة متعددة المساري داخل حجرة محكمة الإغلاق. تعمل هذه الحجرة كحاضنة غير مرطبة محاطة بغشاء بروبيلين الإيثيلين المفلور (إف إي بّي) الذي يمثل منفذًا لاختيار الغازات (أي تلك الضرورية للاستقلاب) مع منع نفاذ الماء والميكروبات. تشمل الحلول الأخرى حاضنة ذات غشاء غير نفوذ محتو على مزيج محدد من الغازات (هواء مع نسبة 5% ثاني أكسيد الكربون بشكل نموذجي).

### مصفوفات المسرى الميكروي (إم إي إيه إس)
مصفوفة المسرى الميكروي (إم إي إيه)، يُطلق عليها أيضًا بشكل شائع اسم المصفوفة متعددة المساري، هي مصفوفة منمطة من المساري الموضوعة في ركيزة شفافة مستخدمة بهدف التواصل مع العصبونات المتصلة معها. من الممكن لهذا التواصل الحدوث بشكل ثنائي الاتجاه، وعادة ما يكون كذلك؛ يسمح هذا للباحثين بتسجيل البيانات الفيسيولوجية الكهربائية من الشبكة الحية بالإضافة إلى تنبيهها.
استُخدم هذا الجهاز كمستشعر حيوي رئيسي لما يزيد عن ثلاثين سنة. لم تقتصر استخداماته على دراسة اللدونة العصبية ومعالجة المعلومات، بل شملت أيضًا تأثيرات السموم والأدوية على العصبونات. بالإضافة إلى ذلك، عند اقترانه مع قاعة الحضانة المحكمة، يقلل هذا الجهاز إلى حد كبير من خطر تلوث المستنبت عن طريق التخلص شبه الكامل من الحاجة إلى تعريضه للهواء.
في الوقت الحالي، تتميز مصفوفات المسرى الميكروي شائعة الاستخدام بدقة مكانية ضعيفة نسبيًا. توظف هذه المصفوفات ما يقارب ستين مسرى ميكروي من أجل التسجيل والتنبيه بمختلف الأنماط في طبق نموذجي محتو على 50,000 خلية أو أكثر (أو كثافة بالغة 5,000 خلية لكل ميلي متر مربع). يخدم كل مسرى ميكروي بالتالي عنقودًا كبيرًا من العصبونات ولا يمكنه توفير المعلومات الدقيقة حول مصدر الإشارة ووجهتها؛ تقتصر قدرة هذه المصفوفات متعددة المساري على الحصول على البيانات النوعية للمنطقة بالإضافة إلى تنبيهها.
من الناحية المثالية، يمكن الحصول على التسجيل والتنبيه من عصبون واحد أو عدة عصبونات في المرة الواحدة. تعمل في الواقع عدة شركات مثل أكسيون بيوسيستمز لتوفير مصفوفات متعددة المساري ذات دقة مكانية أعلى بكثير بهدف تحقيق هذا الغرض (يصل الحد الأقصى إلى 768 مسرى ميكروي للإدخال / الإخراج). تبحث دراسة أخرى في إمكانية إنشاء اتصال فردي مستقر بين العصبونات والمساري الميكروية. يهدف ذلك إلى الحصول على تنبيه الواجهة المثالي من خلال إنشاء المراسلات مع كل عصبون في الشبكة. يمكن تحقيق هذا من خلال حبس العصبونات الفردية مع الحفاظ على قدرة المحاور العصبية والتغصنات الشجيرية على التمدد وإجراء الاتصالات. يمكن احتواء العصبونات داخل الأقفاص العصبية أو غيرها من أنواع الحاويات الأخرى، ويمكن الإشارة إلى الجهاز نفسه باسم الرقاقة العصبية أو المصفوفة متعددة المساري ذات الأقفاص العصبية.
تشير الأبحاث الأخرى إلى إحداث تقنيات بديلة لتنبيه العصبونات في المختبر. تبحث إحدى الدراسات في استخدام شعاع الليزر بهدف تحرير المركبات المحبوسة مثل النواقل العصبية والمعدلات العصبية. يتميز شعاع الليزر ذو الطول الموجي الواقع في طيف الأشعة فوق البنفسجية بدقة مكانية عالية للغاية، ويمكن استخدامه للتأثير على مجموعة مختارة ودقيقة للغاية من العصبونات، من خلال تحرير المركبات المحبوسة.